# Цандер Фрідріх Артурович
Фрі́дріх Арту́рович Ца́ндер (11 [23] серпня 1887, Рига — 28 березня 1933, Кисловодськ) — радянський піонер ракетної техніки і космонавтики. Син німецьких іммігрантів, що переселилися в Радянську Росію. Випускник Ризького технічного університету. Один з розробників першої радянської ракети на рідкому паливі «ГИРД-X».

## Біографія
Фрідріх Цандер народився родині балтійських німців. Його батько Артур Костянтинович був лікарем, однак захоплювався не тільки медициною, але й іншими природничими науками. Свій інтерес він передав синові.
У 1898 році Фрідріх був зарахований до першого класу Ризького міського реального училища, яке він закінчив через 7 років, ставши одним із найкращих учнів. В останньому класі йому довелося ознайомитися з роботою видатного вченого-самоучки Костянтина Едуардовича Ціолковського «Дослідження світових просторів реактивними приладами», після чого захопився ракетами. Під час навчання на інженера в Ризькому політехнічному інституті Цандер виконав розрахунок траєкторії польоту міжпланетної ракети, яка могла б досягти поверхні Марса. Тема польоту до червоної планеті хвилювала Цандера все життя, а гасло «Вперед, на Марс!» стало його особистим ідеалом.
У 1908 році Цандер опублікував свою першу роботу, присвячену міжпланетним подорожам, розглянувши в ній питання життєзабезпечення людини в космічному польоті, де вперше виклав ідею космічних оранжерей — вирощування їстівних рослин безпосередньо на борту космічного корабля.
У 1911 році ним була запропонована ідея використання частини конструкції корабля як додаткового запасу високоефективного палива. За задумом Цандера, космічний корабель міг злітати як звичайний аероплан, а при досягненні кордонів земної атмосфери використовувати непотрібні елементи конструкції, такі як крила, пропелери, двигун як пальне.
До початку Першої світової війни Цандер працював у Ризі на заводах «Мотор» і «Провідник». Під час війни завод «Провідник» був евакуйований в Росію. Після закінчення війни Цандер вирішив залишитися в Москві.
У 1921 році доповідь про цей проект була представлена Цандером на конференції винахідників, а в 1924 році — перероблена і опублікована в 13-му номері журналу «Техніка і життя» під назвою «Перельоти на інші планети». У тій же статті Цандер висловив ідеї про вигоду застосування прямоточних реактивних двигунів, про можливість використання і конструкції сонячного вітрила.
Разом з Юрієм Кондратюком і своїм учителем К. Е. Ціолковським Цандер організував «Товариство вивчення міжпланетних сполучень». У ранніх роботах якого була вперше розглянута можливість використання атмосфери для гальмування і повернення космічних кораблів. У тому ж 1924 році Цандер запатентував ідею крилатої ракети, яка повинна була стати основним засобом для виконання міжпланетних перельотів.
В 1929–1932 побудував і випробував реактивний двигун на стисненому повітрі з бензином (ОР-1). В 1930–1931 роках викладав у Московському авіаційному інституті, в 1931–1932 — головував в Групі вивчення реактивного руху (ГВРР), яка створила і запустила в 1933 році першу радянську ракету конструкції М. К. Тихонравова, а потім другу — за проектом Цандера. В 1933 — побудував і випробував реактивний двигун на рідкому кисні та бензині (ОР-2).
Ф. А. Цандер не побачив старту своєї ракети: він захворів і помер від тифу за кілька місяців до старту. Похований у Кисловодську на Старому Військовому кладовищі.